# ハロルド・コンウェイ
ハロルド・コンウェイ（Harold Conway、1911年5月24日 - 1996年）は、アメリカ合衆国ペンシルベニア州出身の俳優。ハロルド・S・コンウェイ、コン・ウェイとクレジットされていることもある。

## 人物
本業は税理士。
映画に出演し始めた詳細な時期は不明だが、記録に残っているもので最も古いのは『狂った果実』（1956年、中平康監督）。それ以降複数の会社の作品に出演し、1970年代末まで活躍。
東宝の特撮映画やアクション映画が主に代表作として取り上げられる。特に『地球防衛軍』（1957年 本多猪四郎監督）でのインメルマン博士は、敵宇宙人に対抗する強力な兵器を開発するという重要な役柄であることに加え、たどたどしい日本語での台詞回しが印象的なため、演じた役の中でも有名である。

## 主な出演作品

### 映画
- 狂った果実（1956年、中平康監督） - 恵梨の夫
- にっぽんGメン 特別武装班出動（1956年、小石栄一監督） - ゴッサル
- 死刑囚の勝利（1957年、志村敏夫監督） - E・ジョンソン
- 浮草の宿（1957年、鈴木清太郎監督） - グレン
- 私は前科者である（1957年、古川卓巳） - モリエル
- 多情仏心（1957年、小沢茂弘監督） - マッケンゼン
- 肉体の反抗（1957年、野口博志監督） - ハメット
- 海の野郎ども（1957年、新藤兼人監督） - 船長
- 多情仏心（1957年、小沢茂弘監督） - マッケンゼン
- 地球防衛軍（1957年、本多猪四郎監督） - インメルマン博士[2][3][1]
- 第3号倉庫（1958年、小林桂三郎監督） - マクレーン
- 現代無宿（1958年、大曾根辰保監督） - 外人
- 白い悪魔（1958年、斎藤武市監督） - ブブノフ
- グラマ島の誘惑（1958年、川島雄三監督） - ジョンソン少佐
- 大東京誕生 大江戸の鐘（1958年、大曽根辰保監督） - イギリス公使
- 東京午前三時（1958年、小杉勇監督） - ウィリアム
- 第五福竜丸（1959年、新藤兼人監督） - 原爆障害調査委員会所長
- 宇宙大戦争（1959年、本多猪四郎監督） - インメルマン博士[6][1]
- 第三の死角（1959年、蔵原惟繕監督） - ポーラン
- 海のGメン 暁の急襲隊（1959年、相野田悟監督） - ディック・ウォルトン
- 月光仮面第6部・悪魔の最後（1959年、島津昇一監督） - スナイダー
- 高度7000米 恐怖の四時間（1959年、小林恒夫監督） - ウィリアム
- 白い肌と黄色い隊長（1960年、堀内真直監督） - 裁判官
- 男の挑戦（1960年、島津昇一監督） - リチャード
- 十七才の逆襲 暴力をぶっ潰せ（1960年、日高繁明監督） - ハンス
- 邪魔者は消せ（1960年、牛原陽一監督） - クレイグ・ベンデル
- 拳銃を磨く男 深夜の死角（1960年、伊賀山正光監督）
- 太平洋のかつぎ屋（1961年、松尾昭典監督） - 航空会社社長
- モスラ（1961年、本多猪四郎監督） - ロリシカ大使[2][3]
- 世界大戦争（1961年、松林宗恵監督） - 連邦軍ミサイル発射司令[2]
- 銀座野郎（1961年、和田篤人監督） - ダグラス
- べらんめえ中乗りさん（1961年、伊賀山正光監督） - クラーク
- べらんめえ芸者罷り通る（1961年、小石栄一監督 - アイチョフ
- 宇宙快速船（1961年、太田浩児監督） - ワシントン放送局長
- 男の地平線（1961年、藤原杉雄監督） - グレーバー
- ヒマラヤ無宿 心臓破りの野郎ども（1961年、小沢茂弘監督） - サー・ハラリー博士
- モーガン警部と謎の男（1961年、関川秀雄監督） - 香港警察署長
- さすらい（1962年、野口博志監督） - ウイリアム
- ゴジラシリーズ
  - キングコング対ゴジラ（1962年、本多猪四郎監督） - 調査団員A[6][1]
  - モスラ対ゴジラ（1964年、本多猪四郎監督） - ロリシカ大使[1][注釈 2]
- 涙を、獅子のたてがみに（1962年、篠田正浩監督） - ジョンソン
- 青島要塞爆撃命令（1963年、古澤憲吾監督） - 英軍司令官[6]
- 国際秘密警察シリーズ
  - 国際秘密警察 虎の牙（1964年、福田純監督） - ヘンリー
  - 国際秘密警察 火薬の樽（1964年、坪島孝監督） - ワーゲン博士
- 月曜日のユカ（1964年、中平康監督） - 牧師
- 忍者部隊月光映画版（1964年、土屋啓之助監督） - ベルドリック
- 帝銀事件 死刑囚（1964年、熊井啓監督）
- クレージー映画
  - 日本一のゴマすり男（1965年、古澤憲吾監督） - バイヤー
  - 大冒険（1965年、古澤憲吾監督） - 米軍司令官[要出典]
  - クレージー黄金作戦（1967年、坪島孝監督） - ラスベガス銀行頭取
  - クレージーメキシコ大作戦 （1968年、坪島孝監督） - ベン・ケーシ
- 日本列島（1965年、熊井啓監督） - K・ロベルト
- 怪談せむし男（1965年、佐藤肇監督） - ジョージ
- フランケンシュタイン対地底怪獣（1965年、本多猪四郎監督） -  写真の学者[要出典]
- 大陸流れ者（1966年、山下耕作監督） - スミス
- 波止場の鷹（1967年、西村昭五郎監督） - クラウン号船長
- 海のGメン 太平洋の用心棒（1967年、田中重雄監督） - アンリ・ベリルナー
- ザ・スパイダースのバリ島珍道中    (1968年、西河克己監督)   - オーストラリアの警察署長
- 吸血鬼ゴケミドロ（1968年、佐藤肇監督） - ブリタニア大使
- 昆虫大戦争（1968年、二本松嘉瑞監督） - 米軍司令官
- 日本海大海戦（1969年、丸山誠治監督） - ジョン・キャンベル[7]
- トラ・トラ・トラ! （1970年、20世紀フォックス）
- 波止場女のブルース（1970年、斉藤耕一監督） - 船長
- 吾輩は猫である（1975年、市川崑監督）

### テレビドラマ
- マグマ大使 第21話「細菌を追え!!」（1966年） - スニーダ博士
- ウルトラマン 第24話「海底科学基地」（1966年） - ウィリアム・チルダー（ジェニーの父[2]）
- 平四郎危機一発 第18話「欲望のメダル」（1968年）
- マイティジャック 第11話「燃える黄金」（1968年） - Q司令官L[2]
- キイハンター
  - 第82話「暗殺航路に進路をとれ」（1969年）
  - 第127話「殺し屋どもの死亡広告グラフ」（1970年）